# El Noticiero Universal
El Noticiero Universal va ser un diari en castellà, editat a Barcelona des del 15 d'abril de 1888 fins a l'octubre del 1985. El diari va tenir de seguida un gran èxit, gràcies al nas comercial i periodístic del seu fundador, el valencià Francesc Peris Mencheta, un picapedrer que va arribar a periodista durant els anys 70 del segle xix i que va crear el diari després de fundar l'agència de notícies que duia un dels seus cognoms, Mencheta.

## Història
Peris era un conservador monàrquic, amic personal d'Alfons XII, i un moralista malparlat, que no tolerava anuncis contra les malalties venèries al seu diari. Un dia va fer treure’n un dient: "Retire immediatemente anuncio X. Merece usted tenerlas".
En el primer editorial del diari deixaven ben clara la voluntat de fer un rotatiu informatiu no vinculat a cap partit polític: "Antiguos en el periodismo que ejercemos desde hace daños, y testigos de las rápidas transformaciones del tiempo, sabemos por experiencia que el público presta escaso crédito a la ofertas y se atiende a las obras".
El Ciero, nom amb què es va fer popular el diari, cridat pels vencedors dels carrers, va arribar en un any a 9.000 exemplars, tirada important en aquella època de moltes capçaleres i poca venda. Durant més de 20 anys va ser dirigit pel seu fundador, que va anomenar després José Guardón, director que seria desterrat de Barcelona per un article violent. Després d'un parèntesi amb un dels fills de Peris Mencheta al front del diari, hi entrà un nou director de llarga estada, el veterà periodista Julià Pérez Carrasco, que va consolidar el diari com el predilecte dels barcelonins als vespres.
Voluntàriament populista, El Ciero es vantava de tenir directors que, com en el cas d'alguns presidents nord-americans, havien arribat al càrrec començant des de molt avall: Pelayo Costa havia estat taquígraf i Hernández Pardos sereno. Durant la guerra el va dirigir Enric Tubau, periodista procedent del lerrouxisme, però escortat cap a Esquerra Republicana de Catalunya. Les crítiques del diari cap al Govern espanyol, ubicat aleshores a Barcelona, per considerar que menyspreava la Generalitat li va suposar una suspensió de vint dies al novembre de 1938.
Les oficines del diari estaven situades l'edifici del carrer Roger de Llúria que fa cantonada amb el carrer Diputació. Els anys 1963-65 s'edificà una ampliació de les oficines al carrer Roger de Llúria, 35, obra racionalista de l'arquitecte Josep M. Sostres Maluquer.
A El Noticiero Universal primava la informació sobre qualsevol altra consideració. De tendència espanyolista, va concedir particular importància als esports, als espectacles i la informació local a la dècada dels anys 60, exercint una forta crítica contra l'alcalde Josep Maria de Porcioles, que va reaccionar comprant el diari el 1972. El 1980 va entrar en l'òrbita d'UCD, el partit centrista d'Adolfo Suárez i va canviar d'equip directiu amb Joan Tàpia com a director de publicacions i Jordi Domènech com a director del diari. El 1983 va engegar uns suplements setmanaris amb portada en color.
Ensorrada la UCD, el 1984 van passar-hi a manar el financer Javier de la Rosa i l'hoteler Joan Gaspart, però era ja tocat de mort per la constant davallada de vendes. Va canviar de dimensions fent-se molt més petit, però era ja debades. El diari es reconvertí a matutí. El juliol de l'any 1985 els treballadors van iniciar una vaga per reclamar el pagament de les nòmines a l'empresa propietària del diari, l'Editorial Mencheta. De la mà de l'uruguaià Carlos José Leo Antúnez, un aventurer que amagava les malifetes econòmiques de De la Rosa, la crisi s'accelerà i el diari va plegar el 31 d'octubre de 1985. Segons Ginés Vivancos, subdirector del diari en una de les èpoques més glorioses, els canvis ideològics i el constant avançament horari que li va fer perdre la seva condició de diari de la nit van influir en el seu declivi.
Subtítol del diari: "Diario independiente de noticias, avisos comercial y de anuncios" (1888); "Diario independiente de noticias, avisos y de anuncios" (1908); "Diario de la noche" (6-1-1937); després cap.

## Informació tècnica
El format del diari era de gran foli (1888), foli (1884), quatre pàgines a quatre comunes fins a arribar a 84 pàgines durant els anys 60. Es caracteritzava per lluir tipografia amb il·lustracions. Es tractava d'un diari de tarda que, entre el 1897 i el 1919 també va tenir edició de matí. El primer número va sortir el 15 d'abril de 1888 i el darrer número el 31 d'octubre de 1985. No va aparèixer els primers dies de la guerra civil ni tampoc del 21 de gener al 20 de febrer de 1939.
L'any 1988 el subtítol del diari era "Diario independiente de noticias, avisos comercial y de anuncios"; a partir de 1908 va passar a dir-se "Diario independiente de noticias, avisos y de anuncios"; d'ençà de 1937 "Diario de la noche" (6-1-1937); i després cap.

## Editors
- Família Peris Mencheta (1888-1972)
- Grup Porcioles (1972)
- Grups Units SL (1984)

## Directors
- Francesc Peris Mencheta (1888-1909)
- José Guardón (1909-1912)
- Joan Peris-Mencheta Guix (1912-1913)
- Julià Pérez Carrasco (1913-1930)
- Pelayo Costa (1930-1932)
- Francesc Peris-Mencheta Guix (1932-1935)
- Josep Palou (1935-1936)
- Enric Tubau (1936-1939)
- Enrique de Angulo (1939)
- Josep Palou (1939-1952)
- Lluís G. Manegat (1952-1966)
- José María Hernández Pardos (1966-1972)
- Manuel Tarín Iglesias (1972-1976)
- Àngel Elías (1976-1977)
- Josep Tarín Iglesias (1977-1980)
- Jordi Domènech (1980-1985)

## Redactors i col·laboradors
- Terenci Moix
- José María Alguersuari
- Joaquim Abad
- Francesc Alfonso
- Xavier Brangulí i Claramunt
- Joan Simó Aulèstia
- Enrique Badosa
- Tomás Caballé Clos
- Maria Aurèlia Capmany
- Adolfo Fernández Ferrando
- Antonio Figueruelo
- Pere Foix
- Ernesto Foyé
- Carme S. Larraburu
- Mateo Madridejos
- Julio Manegat
- Rafael Manzano
- Miquel Moliné
- Marcial Morano
- Agustín Nieves de la Vega
- Carlos Ossorio y Gallardo
- Cosme Parral
- Joan B. Perales (redactor en cap 1988-1903)
- Agustí Pons
- Heribert Riera
- Aldemaro Romero Jr.
- Juan J. Sánchez Costa
- Rafael Santos Torroella
- Jaume Serrats (director adjunt 1980)
- Gonzalo Suárez
- Lluís Vera, Braulio Solsona
- Ginés Vivancos
- Joan Carandell i Marimón
- Francisco J. Zudaire
- Antoni Kirchner i Masdeu
- Manuel Vela Jiménez

## Fons gràfic
El 7 de desembre de 1960, l'Arxiu Històric de la Ciutat de Barcelona (AHCB) va comprar al dibuixant Enric Bonet i Sintes (1890-1976) 29 originals dels anys 1957-1959, realitzats per al diari El Noticiero Universal. Tots, excepte una caricatura, il·lustren articles signats per ell mateix. La col·lecció la formen 12 originals sobre peces i objectes dels museus de Barcelona; 14 dibuixos sobre festes populars catalanes, rams, caramelles, festes de la Mercè...; i 3 caricatures de tres destacades personalitats del món de la cultura: els escriptors Pío Baroja y Nessi (1872-1956) i Jacinto Benavente y Martínez (1866-1954), i l'escultor Miquel Oslé i Sáenz de Medrano (1879-1960). La caricatura de Pío Baroja és un record del novel·lista en el primer aniversari de la seva mort i es va publicar a la pàgina literària del diari.